# Nashitsubo no gonin

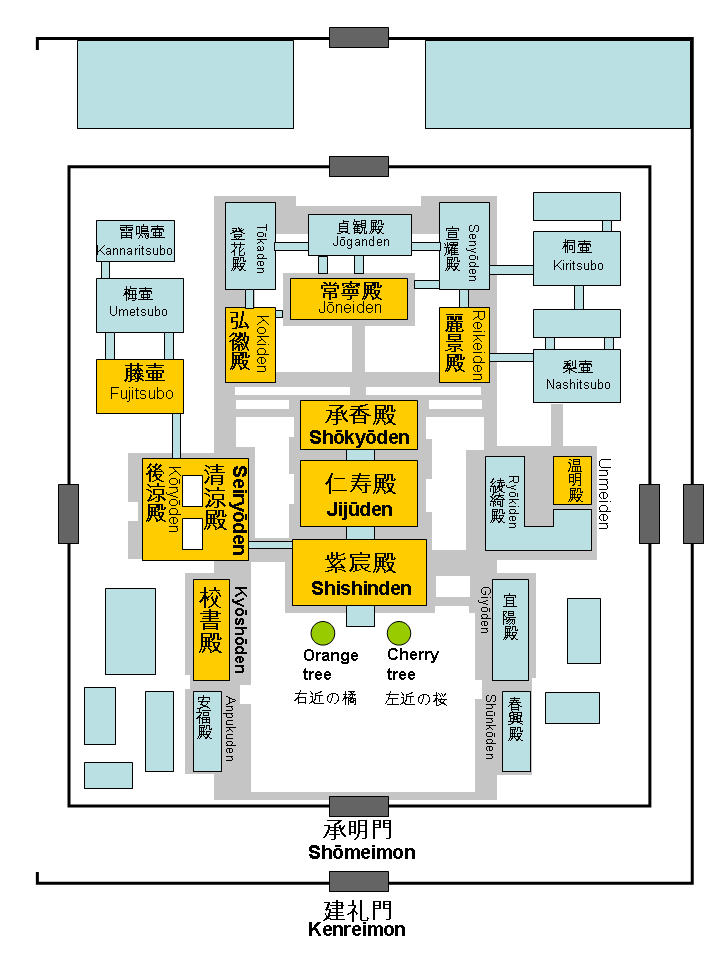
Palais Heian avec la Nashitsubo.

Le Nashitsubo no gonin (梨壺の五人 les cinq membres de la chambre en poire) est un groupe de poètes kasen et de savants japonais de l'époque de Heian réunis dans un bureau spécialement aménagé du palais impérial pour élaborer l'anthologie de poésies Gosen Wakashū (951). Ils ont également créé l'index de lectures kundoku (訓読) pour des textes tirés du Man'yōshū.
Le groupe comprenait les 5 Yoryūdo (de) suivants :
- Ōnakatomi no Yoshinobu (大中臣能宣, (921-991)
- Minamoto no Shitagō (源順, 911-983)
- Kiyohara no Motosuke (清原元輔, 908-990)
- Sakanoue no Mochiki (坂上望城, dates inconnues)
- Ki no Tokibumi (紀時文, 922-996)